# Aliaxis
Die Aliaxis SA ist ein Hersteller von Kunststoffrohren für das Bauwesen, die Industrie und Versorgungsunternehmen mit Hauptsitz in Brüssel.
Aliaxis wurde 2003 von der Etex Group abgespalten und wuchs seitdem weiter durch Übernahmen.
Im April 2023 machte Aliaxis ein freiwilliges Übernahmeangebot, um den finnischen Wettbewerber Uponor vollständig zu übernehmen. Das Angebot bewertete Uponor mit 1,82 Mrd. Euro. Das Angebot wurde aber abgelehnt und Uponor von  Georg Fischer  übernommen.
Ende Mai 2023 wurde mitgeteilt, dass Aliaxis den US-amerikanischen Rohrhersteller Valencia Pipes für 250 Mio. USD übernimmt. Die beiden Werke in Kingman (Arizona) und Walla Walla (Washington) sowie das Distributionszentrum in Valencia (Kalifornien) werden weiterbetrieben.

## Marken (Auswahl)
- Ashirvad Pipes, Indien
- Durman, Lateinamerika
- Friatec
- Marley
- Glynwed Pipe Systems
- IPEX, USA
- Nicoll
- Straub Werke, Schweiz
- Vinidex, Australien
- Merox, Osteuropa
- Sanitärtechnik Eisenberg
- Akatherm FIP GmbH